# Новий Став (Люблінське воєводство)
Новий Став (пол. Nowy Staw) — село в Польщі, у гміні Нємце Люблінського повіту Люблінського воєводства.
Населення — 158 осіб (2011).
У 1975-1998 роках село належало до Люблінського воєводства.

## Демографія
Демографічна структура станом на 31 березня 2011 року:
|          | Загалом | Допрацездатний вік | Працездатний вік | Постпрацездатний вік |
| -------- | ------- | ------------------ | ---------------- | -------------------- |
| Чоловіки | 80      | 22                 | 50               | 8                    |
| Жінки    | 78      | 15                 | 43               | 20                   |
| Разом    | 158     | 37                 | 93               | 28                   |